# Bilious Paths
Bilious Paths è il sesto album di Mike Paradinas, pubblicato nel 2003 dalla label Planet Mu (di sua stessa proprietà) con lo pseudonimo di µ-Ziq.

## Tracce
1. Johnny Mastricht – 4:12
2. Meinheld – 3:39
3. Siege of Antioch – 4:16
4. Octelcogopod – 4:48
5. On/Off – 3:44
6. Silk Ties – 4:25
7. Aec Merlin – 3:27
8. Grape Nut Beats (Pt. 1) – 5:21
9. Grape Nut Beats (Pt. 2) – 5:09
10. Mouse Bums – 4:30
11. Fall of Antioch – 2:04
12. My Mengegus – 6:57